# Liga Mexicana del Pacífico 1971-72
La Temporada 1971-72 de la Liga Mexicana del Pacífico fue la 14.ª edición, llevó el nombre de Francisco López Palafox y comenzó el 5 de octubre de 1971.
Esta edición no contó con la participación del equipo de Ostioneros de Guaymas, se compitió con siete equipos. Durante esta temporada se presentó un juego sin hit con carrera.
La temporada finalizó el 26 de enero de 1972, con la coronación de los Algodoneros de Guasave al vencer 4-2 en serie final a los Tomateros de Culiacán.

## Sistema de competencia

### Temporada regular
La temporada regular se dividió en dos vueltas, abarcando un total de 74 juegos a disputarse para cada uno de los siete clubes. Al término de cada mitad, se asigna un puntaje que va de 1 a 7 puntos en forma ascendente, según la clasificación (standing) general de cada club. El equipo con mayor puntaje se denomina campeón del rol regular. A continuación se muestra la distribución de dicho puntaje:
- Primera posición: 7 puntos
- Segunda: 6 puntos
- Tercera: 5 puntos
- Cuarta: 4 puntos
- Quinta: 3 puntos
- Sexta: 2 puntos
- Séptima: 1 puntos

### Semifinal
Para la etapa de semifinales, pasan los cuatro equipos con mayor puntaje sobre la base de las dos mitades de la temporada regular. De esta manera, el cuarto se enfrenta como visitante al equipo mejor situado del standing en una serie, mientras que el segundo y el tercero hacen lo mismo a su vez.

### Final
Se da entre los equipos que ganaron en la etapa de semifinales, a ganar 4 de 7 juegos.

## Calendario
- Número de Juegos: 74 juegos

## Datos Sobresalientes
- Thor Skogan lanza un juego sin hit con carrera el 17 de noviembre de 1971, con Algodoneros de Guasave en contra de Venados de Mazatlán, siendo el número 5 de la historia de la LMP.
- Bob Darwin empató el récord de 27 Home runs en una temporada jugando con Naranjeros de Hermosillo, el récord lo estableció Ronaldo Camacho en la temporada 1963-64.
- En esta campaña se inauguró el Estadio Tomás Oroz Gaytán, casa de los Yaquis de Ciudad Obregón.

## Equipos participantes
| Liga Mexicana del Pacífico 1971-72 |           |                   |                        |                          |           |
| Equipo                             | Fundación | Mánager           | Ciudad                 | Estadio                  | Capacidad |
| Algodoneros de Guasave             | 1970      | Vinicio García    | Guasave, Sinaloa       | Francisco Carranza Limón | 8,000     |
| Cañeros de Los Mochis              | 1947      | Por definir       | Los Mochis, Sinaloa    | Mochis                   | 6,000     |
| Mayos de Navojoa                   | 1950      | Por definir       | Navojoa, Sonora        | Manuel Ciclón Echeverría | 8,000     |
| Naranjeros de Hermosillo           | 1944      | Por definir       | Hermosillo, Sonora     | Fernando M. Ortiz        | 10,000    |
| Tomateros de Culiacán              | 1965      | Por definir       | Culiacán, Sinaloa      | General Ángel Flores     | 8,000     |
| Venados de Mazatlán                | 1945      | Por definir       | Mazatlán, Sinaloa      | Teodoro Mariscal         | 6,000     |
| Yaquis de Ciudad Obregón           | 1947      | Enrique Izquierdo | Ciudad Obregón, Sonora | Tomás Oroz Gaytán        | 10,000    |

## Standings

### Primera Vuelta
| Equipos                  | JJ | JG | JP | JE | JV  | PCT  | PTS |
| ------------------------ | -- | -- | -- | -- | --- | ---- | --- |
| Tomateros de Culiacán    | 38 | 21 | 14 | 3  | -   | .600 | 7   |
| Algodoneros de Guasave   | 38 | 21 | 15 | 2  | 0.5 | .583 | 6   |
| Cañeros de Los Mochis    | 38 | 21 | 17 | -  | 1.5 | .553 | 5   |
| Naranjeros de Hermosillo | 38 | 19 | 18 | 1  | 3.0 | .514 | 4   |
| Mayos de Navojoa         | 38 | 18 | 20 | -  | 4.5 | .474 | 3   |
| Yaquis de Ciudad Obregón | 38 | 16 | 21 | 1  | 6.0 | .432 | 2   |
| Venados de Mazatlán      | 38 | 13 | 24 | 1  | 9.0 | .351 | 1   |

### Segunda Vuelta
| Equipos                  | JJ | JG | JP | JE | JV  | PCT  | PTS |
| ------------------------ | -- | -- | -- | -- | --- | ---- | --- |
| Venados de Mazatlán      | 36 | 21 | 15 | -  | -   | .583 | 7   |
| Yaquis de Ciudad Obregón | 37 | 20 | 16 | 1  | 1.0 | .556 | 6   |
| Algodoneros de Guasave   | 35 | 17 | 16 | 2  | 2.5 | .515 | 5   |
| Tomateros de Culiacán    | 36 | 18 | 17 | 1  | 2.5 | .514 | 4   |
| Naranjeros de Hermosillo | 38 | 18 | 18 | 2  | 3.0 | .500 | 3   |
| Cañeros de Los Mochis    | 36 | 17 | 19 | -  | 4.0 | .472 | 2   |
| Mayos de Navojoa         | 36 | 13 | 23 | -  | 8.0 | .361 | 1   |

Nota: Hermosillo venció a Los Mochis en un juego extra el 13 de enero de 1972, para definir el empate en el standig de la segunda vuelta.

### General
| Equipos                  | JJ | JG | JP | JE | JV   | PCT  | PTS |
| ------------------------ | -- | -- | -- | -- | ---- | ---- | --- |
| Tomateros de Culiacán    | 74 | 39 | 31 | 4  | -    | .557 | 11  |
| Algodoneros de Guasave   | 73 | 38 | 31 | 4  | 0.5  | .550 | 11  |
| Yaquis de Ciudad Obregón | 75 | 36 | 37 | 2  | 4.5  | .493 | 8   |
| Venados de Mazatlán      | 74 | 34 | 39 | 1  | 6.5  | .466 | 8   |
| Cañeros de Los Mochis    | 74 | 38 | 36 | -  | 3.0  | .513 | 7   |
| Naranjeros de Hermosillo | 76 | 37 | 36 | 3  | 3.5  | .507 | 7   |
| Mayos de Navojoa         | 74 | 31 | 43 | -  | 10.0 | .419 | 4   |

| Avanza a Play-off |

## Play-off
|  | Semifinales              | Semifinales              | Semifinales            |                        |                       | Final                 | Final | Final |  |
|  |                          |                          |                        |                        |                       |                       |       |       |  |
|  |                          |                          |                        |                        |                       |                       |       |       |  |
|  | Venados de Mazatlán      | Venados de Mazatlán      | 3                      |                        |                       |                       |       |       |  |
|  | Venados de Mazatlán      | Venados de Mazatlán      | 3                      |                        |                       |                       |       |       |  |
|  | Tomateros de Culiacán    | Tomateros de Culiacán    | 4                      |                        |                       |                       |       |       |  |
|  | Tomateros de Culiacán    | Tomateros de Culiacán    | 4                      |                        | Tomateros de Culiacán | Tomateros de Culiacán | 2     |       |  |
|  |                          |                          |                        |                        | Tomateros de Culiacán | Tomateros de Culiacán | 2     |       |  |
|  |                          |                          | Algodoneros de Guasave | Algodoneros de Guasave | 4                     |                       |       |       |  |
|  | Yaquis de Ciudad Obregón | Yaquis de Ciudad Obregón | Algodoneros de Guasave | Algodoneros de Guasave | 4                     | 1                     |       |       |  |
|  | Yaquis de Ciudad Obregón | Yaquis de Ciudad Obregón |                        |                        |                       | 1                     |       |       |  |
|  | Algodoneros de Guasave   | Algodoneros de Guasave   | 4                      |                        |                       |                       |       |       |  |
|  | Algodoneros de Guasave   | Algodoneros de Guasave   | 4                      |                        |                       |                       |       |       |  |
|  |                          |                          |                        |                        |                       |                       |       |       |  |

### Semifinal
| Equipos                  | JJ | JG | JP | JE | JV  | PCT  |
| ------------------------ | -- | -- | -- | -- | --- | ---- |
| Algodoneros de Guasave   | 5  | 4  | 1  | -  | -   | .800 |
| Tomateros de Culiacán    | 7  | 4  | 3  | -  | -   | .571 |
| Venados de Mazatlán      | 7  | 3  | 4  | -  | 1.0 | .429 |
| Yaquis de Ciudad Obregón | 5  | 1  | 4  | -  | 3.0 | .200 |

| Avanza a la final |

### Final
| Equipos                | JJ | JG | JP | JE | JV  | PCT  |
| ---------------------- | -- | -- | -- | -- | --- | ---- |
| Algodoneros de Guasave | 6  | 4  | 2  | -  | -   | .667 |
| Tomateros de Culiacán  | 6  | 2  | 4  | -  | 2.0 | .333 |

| Campeón |

## Cuadro de honor
| Equipos                  | Posición   |
| ------------------------ | ---------- |
| Algodoneros de Guasave   | Campeón    |
| Tomateros de Culiacán    | Subcampeón |
| Venados de Mazatlán      | 3° Lugar   |
| Yaquis de Ciudad Obregón | 4° Lugar   |
| Cañeros de Los Mochis    | 5° Lugar   |
| Naranjeros de Hermosillo | 6° Lugar   |
| Mayos de Navojoa         | 7° Lugar   |

## Designaciones
A continuación se muestran a los jugadores más valiosos de la temporada.
| Designación         | Ganador        | Equipo                   |
| ------------------- | -------------- | ------------------------ |
| Jugador Más Valioso | Héctor Espino  | Naranjeros de Hermosillo |
| Pitcher del Año     | José Peña      | Cañeros de Los Mochis    |
| Novato del año      | Miguel Suárez  | Algodoneros de Guasave   |
| Mánager del Año     | Vinicio García | Algodoneros de Guasave   |
| Mánager Campeón     | Vinicio García | Algodoneros de Guasave   |
| Campeón de Bateo    | Héctor Espino  | Naranjeros de Hermosillo |
| Campeón de Pitcheo  | Mark Ballinger | Cañeros de Los Mochis    |